# Юргіс Пучінскіс
Юргіс Пучінскіс (латис. Jurģis Pučinskis, нар. 3 січня 1973, Даугавпілс, СРСР) — латвійський футболіст, що грав на позиції півзахисника. По завершенні ігрової кар'єри — тренер.
Виступав за національну збірну Латвії.
Чемпіон Латвії. Дворазовий чемпіон Латвії (як тренер).

## Клубна кар'єра
У дорослому футболі дебютував 1996 року виступами за команду клубу «Локомотив Даугавпілс», в якій провів один сезон, взявши участь у 50 матчах чемпіонату.
Своєю грою за цю команду привернув увагу представників тренерського штабу клубу «Дінабург», до складу якого приєднався 1999 року. Відіграв за клуб з Даугавпілса наступні три сезони своєї ігрової кар'єри. Більшість часу, проведеного у складі «Дінабурга», був основним гравцем команди.
Згодом з 2002 по 2004 рік грав у складі команд клубів «Металургс» (Лієпая), «Сконто», «Дінабург» та «Промінь-Енергія». Протягом цих років виборов титул чемпіона Латвії.
Завершив професійну ігрову кар'єру у клубі «Дінабург», у складі якого вже виступав раніше. Прийшов до команди 2004 року, захищав її кольори до припинення виступів на професійному рівні у 2006.

## Виступи за збірну
2001 року дебютував в офіційних матчах у складі національної збірної Латвії. Протягом кар'єри у національній команді, яка тривала чотири роки, провів у формі головної команди країни 14 матчів.
У складі збірної був учасником чемпіонату Європи 2004 року в Португалії.

## Кар'єра тренера
Розпочав тренерську кар'єру відразу ж по завершенні кар'єри гравця, 2006 року, очоливши тренерський штаб клубу «Дінабург».
В подальшому входив до тренерського штабу клубу «Транзит».
Наразі останнім місцем тренерської роботи був клуб «Вентспілс», головним тренером команди якого Юргіс Пучінскас був з 2012 по 2016 рік.
| Дата       | Місто             | Господарі  | Результат | Гості      | Турнір                   | Голи | Примітки |
| ---------- | ----------------- | ---------- | --------- | ---------- | ------------------------ | ---- | -------- |
| 3-7-2001   | Рига              | Латвія     | 3 – 1     | Естонія    | Балтійський кубок        | -    | 78'      |
| 5-7-2001   | Рига              | Латвія     | 4 – 1     | Литва      | Балтійський кубок        | -    | 76'      |
| 15-8-2001  | Рига              | Латвія     | 0 – 1     | Україна    | товариський матч         | -    | 74'      |
| 14-11-2001 | Рига              | Латвія     | 1 – 3     | Росія      | товариський матч         | -    | 59'      |
| 27-3-2002  | Есперанж (комуна) | Люксембург | 0 – 3     | Латвія     | товариський матч         | -    |          |
| 17-4-2002  | Вентспілс         | Латвія     | 2 – 1     | Казахстан  | товариський матч         | -    | 90'      |
| 12-2-2003  | Анталья           | Латвія     | 2 – 1     | Литва      | товариський матч         | -    | 75'      |
| 4-7-2003   | Валга             | Латвія     | 2 – 1     | Литва      | Балтійський кубок        | -    | 64'      |
| 20-8-2003  | Рига              | Латвія     | 0 – 3     | Узбекистан | товариський матч         | -    | 46'      |
| 11-10-2003 | Стокгольм         | Швеція     | 0 – 1     | Латвія     | Відбір до ЧЄ 2004        | -    | 81'      |
| 15-11-2003 | Рига              | Латвія     | 1 – 0     | Туреччина  | Відбір до ЧЄ 2004        | -    | 83'      |
| 20-12-2003 | Пафос (місто)     | Кувейт     | 2 – 0     | Латвія     | товариський матч         | -    |          |
| 18-2-2004  | Ларнака           | Казахстан  | 1 – 3     | Латвія     | Міжнародний турнір Кіпру | -    | 78'      |
| 19-2-2004  | Лімасол           | Угорщина   | 2 – 2     | Латвія     | Міжнародний турнір Кіпру | -    |          |
| Усього     |                   | Матчів     | 14        |            | Голів                    | 0    |          |

## Досягнення

### Як гравця
- Чемпіон Латвії:

«Сконто»: 2003

### Як тренера
- Чемпіон Латвії:

«Вентспілс»: 2013, 2014